# Pesti TV
A Pesti TV egy magyar, politikai-közéleti tartalmakat sugárzó, jobboldali irányultságú televízióadó volt, amelynek műsorkészítője a Pesti Srácok nevű hírportál volt.

## Története
A Pesti TV előzményei 2020. január 8-án jelentkeztek, amikor aznap a Szellemi Tulajdon Nemzeti Hivatalánál a Progress Media levédte a csatorna nevét és a logóját.
2020 májusában Vaszily Miklós, a TV2 Csoport székházában megalapította a Progress Media Hungary céget. Vaszily Miklós szerint a székhelyazonosság és a személye miatti összefonódás ellenére a csatornához semmi köze nem lesz a TV2-nek.
2020. július 10-én kiderült, hogy a csatorna indulásának időpontja 2020 szeptembere lesz.
2020. augusztus 4-én a Pesti Srácok oldalára kerültek fel ajánlók, ekkor lepleződött le a csatorna végleges logója. Augusztus 8-án kiderült, hogy a csatorna az alapcsomagban, illetve szabadon fogható (FTA) csatornaként lesz látható. A csatorna a legtöbb hazai szolgáltató kínálatában elérhető volt, valamint földfelszíni antennával is fogható volt. A politikai irányultságuk már abból is kiderült, amikor augusztus első hetén közzétett ajánlókban az egyik munkatárs, Vincze Emília arról beszélt, hogy a liberálisokat kívánják leleplezni, továbbá hogy az egyetemeken baloldali terror van, kötelező a hallgatók számára az ellenzéki gondolatok mantrázása.
A jobboldali Hír TV-nél hátbatámadásként értékelték az új csatorna létrejöttét, Huth Gergely (a Pesti Srácok főszerkesztője és a csatorna munkatársa) szerint alaptalanul.
Az új tévécsatorna elindítása azért is tűnt szokatlannak, mivel 2019. április 1-jén a fideszes médiaholding beolvasztotta az Echo TV-t a Hír TV-be, ami akkor arra utalt, hogy a Fidesznél úgy érzik, nem éri meg két hasonló csatornát fenntartani, ezután mégis ezzel ellentétes folyamat volt várható.
2021. február 8-án a Direct One kínálatában is elérhetővé vált a Hír TV mellett (mint kiderült, hogy a Hír TV marad a Direct One műholdas kínálatában a HD indulása miatt, melyet 2021. február 1-jén jelentettek be).
2021. november 16-án a csatornát működtető cég megvásárolta a Media Vivantistól a Life TV-t és az Ozone TV-t.
2022. március 1-jén a csatorna bekerült a DIGI kábeles kínálatába.
2022. május 9-én bejelentették, hogy a Pesti TV tartalomszolgáltatása július 11-én megszűnik, május végéig még sugároztak aktuális tartalmat, onnantól csak ismétléseket a végső lekapcsolásig. 
2022. július 11-én 00:00-kor végleg elsötétült a kép a csatornán, ami szerint ennek helyén MinDigTV ingyenes szolgáltatónak diavetítő infocsatornája (ún: MinDig TV Plusz Info csatorna) látható, amely jelenleg 99-es pozícióban is van, a csatorna régi (12-es csatornahely) helyén a Network4-hez tartozó Max4 fogható.

## Műsorkínálat
- 061.hu
- A csepeli kettős gyilkosság
- A normálisok lázadása
- A riporter
- Az ügy
- Általános
- Best of Bögre
- Boomerlázadás
- Bögre klub
- Erdély 56
- Férfiak klubja
- Forró Drót
- GameTV - Gamer show
- Gerilla Bár
- Hálózat
- Hópelyhek olvadása
- KÉM - Kereszténynek lenni rock 'n' roll
- Ki ette meg a misszionáriust?
- KözvKapcs-Fórum
- Krokodilagy
- Küzdőtér
- Karanténvlog
- Mintha tegnap történt volna
- Polbeat Pankráció
- Late night latte Ábrahám Róberttel
- Libernyákok
- Mi vagyunk a magyarok
- Mintha tegnap
- Nem vallott, eltemetve
- Pesti Galeri
- Pesti Mozi
- Pesti riporter
- PlebejusPolbeat
- Politikai hobbista
- Smaragd sziget Budapesten
- SocialJusticeEmília
- The Fair Right vlog
- The Right Brothers
- Trollfoci
- Világugar - nemzetközi hírválogatás
- Best of Pesti TV - pillanatok újra
- Számok és tények